# Massimiliano Papis
Massimiliano Papis, (născut la data de 3 octombrie 1969, în Como, Italia) este un fost pilot de curse care a concurat în Campionatul Mondial de Formula 1 în sezonul 1995.

## Cariera în Formula 1
| Sezon | Echipă        | Număr puncte | Loc clasament general |
| ----- | ------------- | ------------ | --------------------- |
| 1995  | Footwork Hart | 0            | -                     |

## Cariera în IndyCar
| Sezon | Echipă                   | Puncte | Loc clasament general |
| ----- | ------------------------ | ------ | --------------------- |
| 2002  | Team Cheever Team Penske | 16     | 43                    |
| 2006  | Cheever Racing           | 16     | 26                    |
| 2008  | Rubicon Race Team        | 0      | -                     |